# Erregungsrückbildungsstörung
Erregungsrückbildungsstörungen (ERBS; engl.: disturbance of repolarization) sind im Elektrokardiogramm (EKG) nachweisbare Veränderungen der Repolarisation der Herzmuskelzellen. Es finden sich Veränderungen der Endstrecken, d. h. der T-Welle im Sinne von Abflachung oder Negativierung oder auch Hebungen oder Senkung der ST-Strecke.
Es werden von manchen Autoren primäre von sekundären Erregungsrückbildungsstörungen abgegrenzt. Primäre ERBS werden durch Minderversorgung des Herzens mit Sauerstoff (Ischämie) verursacht, aber auch Elektrolytstörungen und eine ganze Reihe andere Faktoren können ursächlich sein. Als sekundär werden die Veränderungen der Endstrecken (T-Welle, ST-Strecke) bei Störungen der Erregungsausbreitung bezeichnet.